# Johnny Kelly
Johnny Kelly (Brooklyn, 9 de marzo de 1968) es un baterista estadounidense, reconocido por su trabajo en las bandas Type O Negative, Kill Devil Hill y Danzig. Actualmente, y tras la muerte de Frankie Banali a quien reemplazara en varios conciertos, forma parte de Quiet Riot.

## Carrera
Kelly se unió a Type O Negative en 1994 para reemplazar a Sal Abruscato. Anteriormente había sido el técnico de batería de la banda. Con esta agrupación grabó los álbumes October Rust, World Coming Down, Life Is Killing Me y Dead Again.
Se convirtió en baterista de Danzig en 2002 y grabó la batería del noveno álbum de la banda, Deth Red Sabaoth (2010), el álbum de covers Skeletons (2015) y la undécima producción discográfica de la banda, Black Laden Crown (2017).
El 25 de febrero de 2011 se anunció que Kelly reemplazaría a Will Hunt como baterista de Black Label Society durante el resto de su gira europea. Hizo su primera actuación en vivo con la banda esa noche en La Cigale en París, Francia. Ese mismo año se convirtió en baterista del nuevo proyecto de Sal Abruscato, A Pale Horse Named Death.
El 10 de marzo de 2014 se anunció que Vinny Appice había dejado la agrupación Kill Devil Hill, siendo sustituido por Kelly.